# Wohnhaus Am Weserdeich 52
Das Wohnhaus Am Weserdeich 52 an der Weser im niedersächsischen Elsfleth-Oberhammelwarden, im Landkreis Wesermarsch, stammt vom Anfang des 19. Jahrhunderts.

Aktuell (2023) wird es als Wohnhaus genutzt.
Das Gebäude steht unter Denkmalschutz (siehe auch Liste der Baudenkmale in Elsfleth).

## Beschreibung
Das eingeschossige traufständige Gebäude direkt hinter dem Deich, in Fachwerk mit Steinausfachungen, reetgedecktem Krüppelwalmdach mit neuerer Gaube und Niedersachsengiebeln, wurde 1801 (Inschrift) gebaut.
Das Landesdenkmalamt befand: „… geschichtliche Bedeutung … als beispielhaftes kleines ländliches Fachwerkwohnhaus …“